# Zhang Ping
Zhang Ping (en chino: 张平; 21 de agosto de 1979) es un deportista chino que compitió en halterofilia. Ganó una medalla de plata en el Campeonato Mundial de Halterofilia de 2005, en la categoría de 62 kg.

## Palmarés internacional
| Campeonato Mundial | Campeonato Mundial | Campeonato Mundial | Campeonato Mundial |
| Año                | Lugar              | Medalla            | Categoría          |
| ------------------ | ------------------ | ------------------ | ------------------ |
| 2005               | Doha (Catar)       | Medalla de plata   | 62 kg              |